# Martin Laliberté
Martin Laliberté PME (Charlesbourg, 13 de diciembre de 1964) es un sacerdote misionero y obispo católico canadiense. Es el obispo de Trois-Rivières. Fue obispo auxiliar de Quebec, entre 2019 a 2022. Fue superior general de la Société des Missions-Étrangères, entre 2013 a 2019.

## Biografía

### Primeros años y formación
Martin nació el 13 de diciembre de 1964, en Charlesbourg, distrito de la ciudad de Quebec, Canadá.
Realizó la licenciatura en Teología y un diploma en pedagogía, por la Universidad Laval de Quebec (1983-1987).
Completó un curso de capacitación de un año en el Centro de Espiritualidad de Manrèse (Quebec) y luego obtuvo una maestría en misionología de la Universidad de Saint Paul (Ottawa).

### Vida religiosa
Trabajó como misionero laico durante dos años en Corail, Haití de 1987 a 1989 con la Orden Franciscana Seglar.
En 1990, ingresó a la Société des Missions-Étrangères, en la provincia de Quebec.
Trabajó como animador misionero con jóvenes quebequenses (1990-1992). 
El 22 de junio de 1995, realizó sus votos perpetuos en la Société.
Fue ordenado diácono el 29 de junio de 1995, a manos del entonces arzobispo de Quebec, Maurice Couture RSV. Su ordenación sacerdotal fue el 28 de octubre del mismo año, a manos del entonces obispo auxiliar de Quebec, Marc Leclerc.
Fue enviado al amazonas de Brasil, donde trabajó como misionero, primero en Manacapuru; donde fue vicario en la parroquia de Nossa Senhora de Nazaré, de julio de 1996 a diciembre de 1997. 
En 1998 se convirtió en párroco de la parroquia de São Sebastião en Caapiranga, hasta finales de 2004. Fue Superior del grupo misionero de la Société en Brasil, desde 1998 hasta su regreso a Canadá (fines de 2004). Fue Presidente del Consejo de Sacerdotes de la entonces Prelatura Territorial de Coari, entre 1998 a 2000.
En 2004, regresó a su tierra natal y se convirtió en director del Centro Internacional para la Formación Misionera (CIFM) de la Société, hasta 2008. En 2008 se convirtió en miembro del Consejo Central de la Société, tras su elección como primer asistente y vicario general. Fue elegido superior general de la Société, por un periodo de cinco años en 2013, reelegido en 2018.

## Episcopado

### Obispo Auxiliar de Quebec
El 25 de noviembre de 2019, el papa Francisco lo nombró Obispo Auxiliar de Quebec y Obispo Titular de Sertei. Fue consagrado el 29 de diciembre del mismo año, en la Notre-Dame de Quebec, a manos del Arzobispo de Quebec, Gérald Lacroix. Los acompañantes fueron el Obispo de Chicoutimi, René Guay y el Obispo Auxiliar de Quebec, Marc Pelchat.

### Obispo de Trois-Rivières
El 14 de marzo de 2022, el papa Francisco lo nombró Obispo de Trois-Rivières. Tomó posesión canónica el día sábado 8 de abril del mismo año, durante una ceremonia en la Cathédrale de l'Assomption.